# Бигвава, Алексей Григорьевич
Алексей Григорьевич Бигвава (1897 год, село Кяласур, Сухумский округ, Кутаисская губерния, Российская империя — дата смерти неизвестна, село Кяласур, Сухумский район, Абхазская ССР, Грузинская ССР) — звеньевой колхоза «Эдази» Сухумского района Абхазской ССР, Грузинская ССР. Герой Социалистического Труда (1949).

## Биография
Родился в 1897 году в крестьянской семье в селе Кяласур (Келасури) Сухумского уезда.
С начала 1930-х годов рядовым колхозником трудился в местном колхозе.
Участвовал в Великой Отечественной войне. Воевал в составе 1053-го артиллерийского полка 414-й стрелковой дивизии.
После демобилизации возвратился в Абхазию, где стал трудиться звеньевым табаководческого звена в колхозе «Эдази» Сухумского района, который возглавлял председатель Виктор Яковлевич Шелия.
В 1948 году звено под его руководством собрало табачного листа сорта «Самсун» № 27 в среднем по 16,7 центнера с каждого гектара на участке площадью 3 гектара. Указом Президиума Верховного Совета СССР от 5 августа 1949 года удостоен звания Героя Социалистического Труда за «получение высоких урожаев кукурузы и табака в 1948 году» с вручением ордена Ленина и золотой медали «Серп и Молот».
Этим же Указом звание Героя Социалистического Труда получила труженица колхоза «Эдази» звеньевая табаководческого звена Любовь Софроновна Бигвава.
В последующие годы показывал выдающиеся трудовые результаты в табаководстве, за что был награждён двумя орденами Ленина (1950, 1951).
После выхода на пенсию проживал в родном селе Кяласур Сухумского района. Дата смерти не установлена.
Награды
- Герой Социалистического Труда
- Орден Ленина — трижды (1949; 03.06.1950; 19.05.1951)
- Медаль «За оборону Кавказа» (01.05.1944)